# Tranitz
Tranitz, niedersorbisch Tšawnica, war eine Gemeinde am Ostrand des Tagebaus Cottbus-Nord, die 1983/1984 vollständig devastiert und anschließend abgebaggert wurde. Nach amtlichen Angaben wurden 171 Einwohner umgesiedelt. Das Areal, auf dem Tranitz einst lag, gehört heute zur Gemarkung Dissenchen, einem Ortsteil der Stadt Cottbus (Brandenburg).

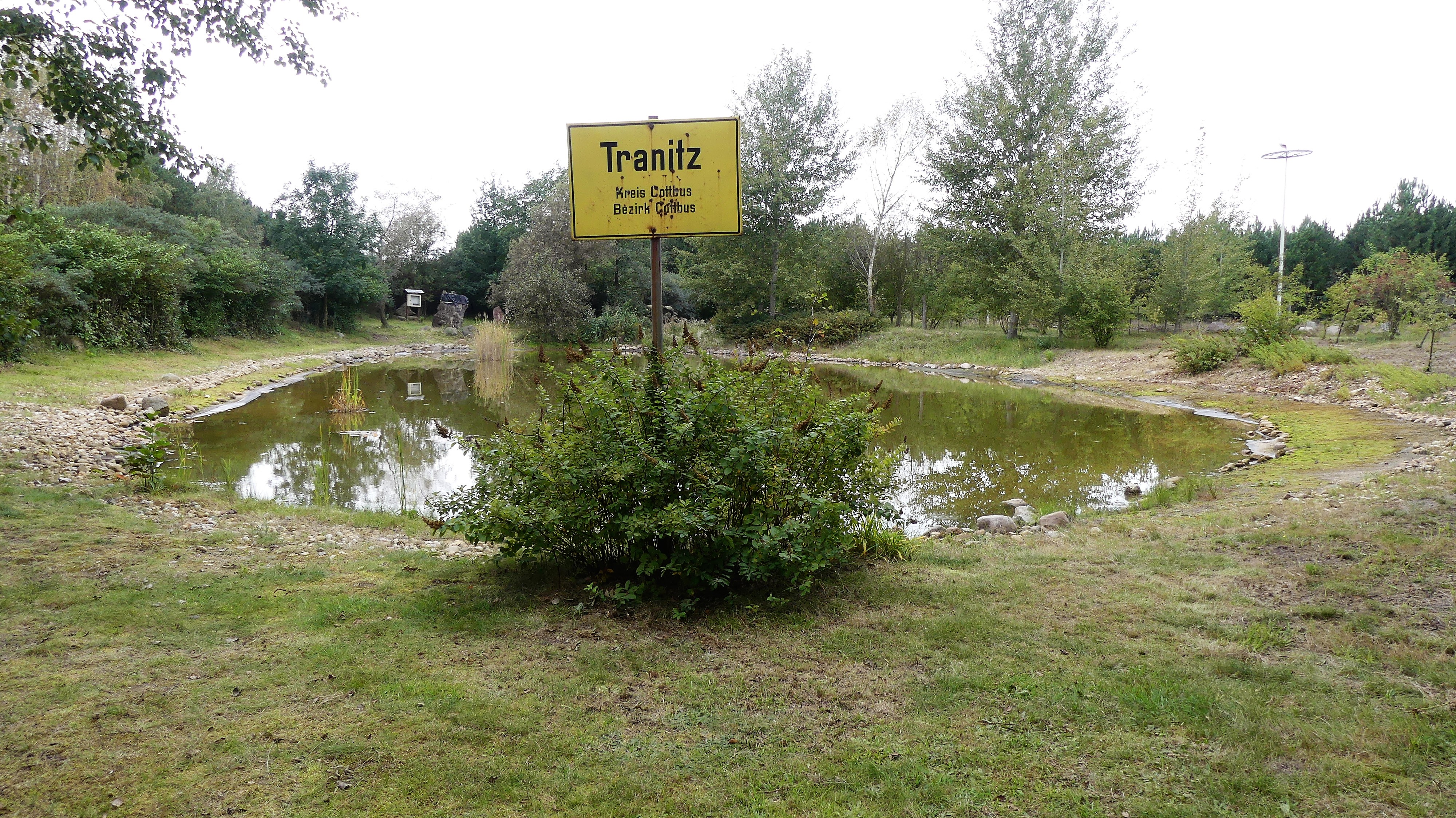
Erinnerungsstätte für das Dorf Tranitz

## Lage
Der Ort lag im ehemaligen Kreis Cottbus-Land östlich Cottbus, und östlich des ebenfalls abgebrochenen Ortes Klein Lieskow am Tranitzfließ. Die Feldmark Tranitz (einschließlich des von Schönigschen Stiftungsforstes) grenzte im Norden an Groß Lieskow, im Osten an Klinge, im Süden an Kathlow, im Südwesten an Schlichow und im Westen an Klein Lieskow. Der Ortskern lag auf 71 m ü. NHN. Er war über Straßen von Groß Lieskow, Klein Lieskow, Kathlow und Grötsch zu erreichen.
Das Areal auf dem Tranitz einst lag, gehört heute zur Gemarkung Dissenchen, einem Ortsteil der Stadt Cottbus.

## Geschichte
Der Ort wurde 1463 erstmals urkundlich erwähnt. Der Ortsname leitet sich von aso. *Travnica = mit Gras bewachsener Ort ab. Nach Rudolf Lehmann war Tranitz der Dorfstruktur nach ein Sackgassendorf. Die Feldmark war jedoch schon deutlich früher besiedelt.

### Ur- und Vorgeschichte
Auf der Gemarkung existierten ab der mittleren Steinzeit mehrere Siedlungsplätze. Insgesamt konnten im Raum Tranitz zehn ur- und frühgeschichtliche Fundplätze mit Arbeitsgeräten und Abschlägen aus Feuerstein nachgewiesen werden.

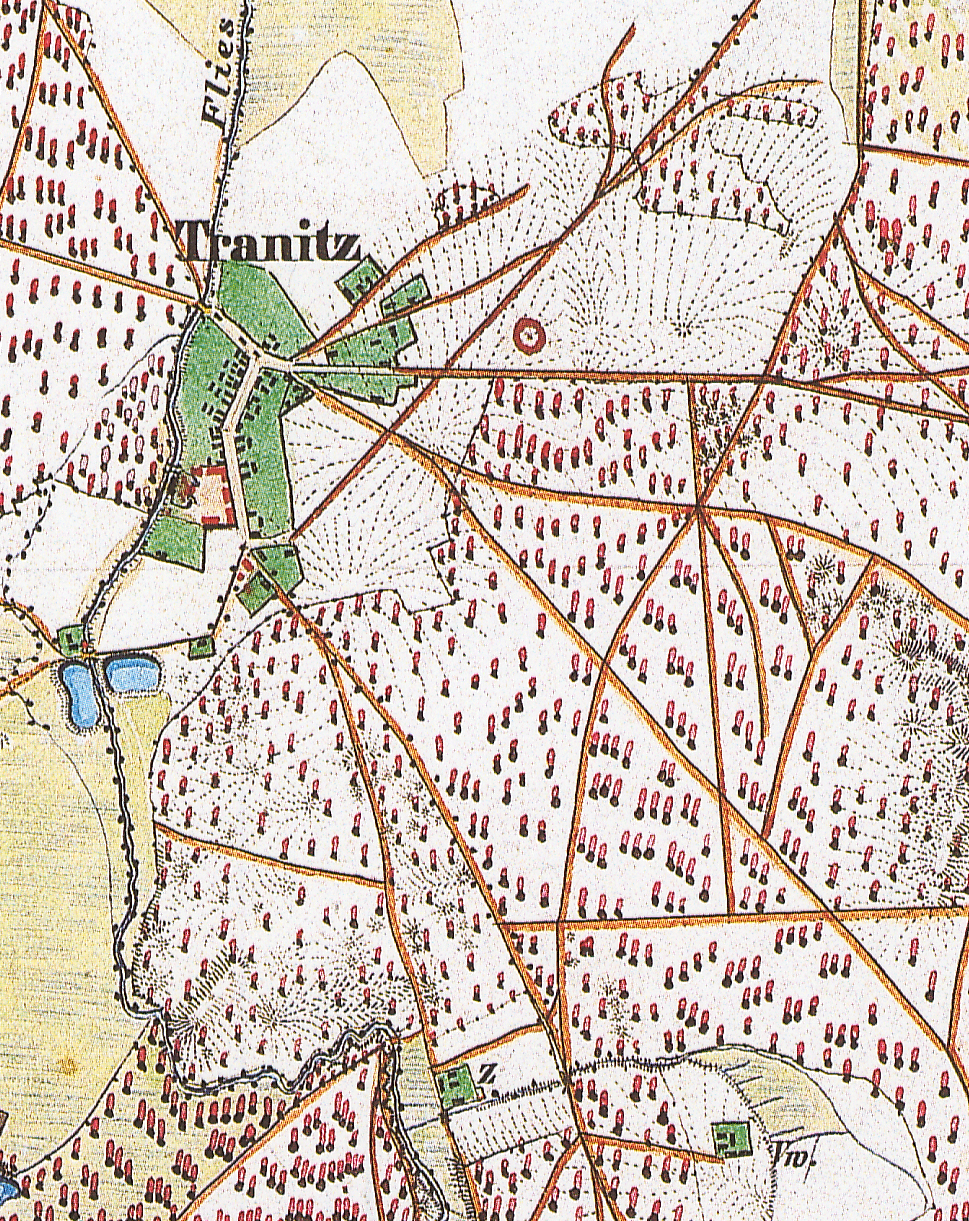
Tranitz auf dem Urmesstischblatt 4252 Cottbus Ost von 1845

### Besitzgeschichte
1463 soll Heinrich von Zabeltitz sein Angefälle zu Tranitz an seinen Bruder Hans verkauft haben. Nach der Zabeltitzschen Familiengeschichte soll dagegen Heinrich von Zabeltitz in diesem Jahr mit Sergen und Tranitz belehnt worden sein. Beide Arbeiten geben ihre benutzten Quellen resp. Urkunden nicht an. 1515 versetzte die Stadt Cottbus den „schönen Lug“ bei Tranitz an den damaligen Amtshauptmann Christoph von Zabeltitz. Vermutlich handelt sich um den jüngeren Christoph von Zabeltitz, sein gleichnamiger Vater und ebenfalls Amtshauptmann war 1515 gestorben. Im selben Jahr wird auch von einem Streit zwischen Christoph von Zabeltitz und seinen beiden Brüdern Hans und Bernhard um eine Wiese bei Grötsch berichtet. Christoph von Zabeltitz ist 1515 auf Tranitz bezeugt. 1536 wurde Sigismund von Zabeltitz mit Tranitz nebst Gericht und Mühlen sowie mit dem Dorf Grötsch belehnt. Nach Houwald wurde Siegmund von Zabeltitz 1536 nicht nur mit Tranitz und Grötsch, sondern auch mit Branitz, Gablenz, Haasow, Kiekebusch, Gahro, Klein Lieskow und mit dem Burglehn und Vorwerk in Cottbus belehnt. Er war mit Anna von Schlieben, einer Schwester von Eustachius von Schlieben, Hauptmann auf Zossen verheiratet, mit der er die Söhne Hans, Jobst, Georg und Christoph hatte. Er starb vor 1565, denn bei der Musterung der Ritterpferde 1565 in der Herrschaft Cottbus mussten Sigemund v. Zabeltitz Erben drei Ritterpferde stellen. Hans scheint früh verstorben zu sein, und Jobst wurde 1562 von Hans von Zeschau bei einem Streit angeblich in Notwehr erschlagen. Da Jobst der Sohn der Schwester des Eustach von Schlieben, Amtshauptmann in Zossen war, versuchte dieser einen Haftbefehl gegen Hans von Zeschau vom Kurfürsten von Sachsen, Herzog August zu bekommen. Dieser lehnte es jedoch, da Hans von Zeschau den Jobst von Zabeltitz aus Notwehr entleibt habe. Christoph war verheiratet und hatte drei Söhne; er starb vor 1571. 1571 erhielten Christoph von Zabeltitz zu Hänchen und Caspar von Zobeltitz zu Schorbus für sich und ihres verstorbenen Bruders Hans zu Illmersdorf unmündigen Sohn Caspar die Lehn für ihre Besitzungen vom brandenburgischen Kurfürsten Johann Georg. Gesamthänder war u. a. auch Jürge, Siegmunds Sohn zu Tranitz, der auch die Lehnspflicht für die unmündigen Söhne seines Bruders ablegte.
Am 10. August 1574 empfing nun der letzte der vier Brüder Jürgen/Georg von Zabeltitz zu Tranitz die Lehn vom brandenburgischen Kurfürsten Johann Georg für sich und die unmündigen Kinder seines verstorbenen Bruders Christoph, namens Eustachius, Jürgen und Christoph. Georg trat 1577 in die Kottbuser Schützengilde ein und starb nach den Aufzeichnungen der Schützengilde 1585. Er hinterließ einen Sohn namens Siegmund und eine Tochter namens Pamphilia. Siegmund war 1585, vermutlich anstelle seines verstorbenen Vaters, in die Kottbuser Schützengilde eingetreten. Siegmund wurde am 28. April 1586 und erneut am 17. Februar 1588 mit den vom Vater ererbten Gütern Tranitz, Grötsch, Gablenz, Branitz, Klein Lieskow, Haasow, Kiekebusch und dem Freihaus und Vorwerk in Cottbus belehnt. Aufgrund finanzieller Schwierigkeiten musste er das Freihaus und das Vorwerk in Cottbus verkaufen. Für ein Darlehen musste er Klein Lieskow für drei Jahre an den Rat der Stadt Cottbus verpfänden. Siegmund von Zabeltitz war mit Elisabeth von Pfuel verheiratet. Dass die Ehestiftungen des 16./17. Jahrhunderts nicht unbedingt zum Zeitpunkt der Heirat eines Paares gemacht wurden, sondern meist später, zeigt der Fall dieses Paares besonders deutlich. Mülverstedt verzeichnet drei Ehestiftungen dieses Paares über 1.500 Taler Ehegeld (1596) und 2.000 Taler Ehegeld (1597); 1605 ist kein Betrag genannt.
1609 verkaufte Siegmund von Zabeltitz schließlich auch Tranitz und Grötsch an Wichmann von Winterfeld, Amtshauptmann in Cottbus. 1610 trat dieser in die Kottbuser Schützengilde ein. Er war seit 1604 mit Elisabeth Christiane von Canitz, Tochter des Christoph Friedrich von Canitz aus dem Hause Dalmin im Lande Meißen, Erbherr auf Fischbach, Großburg und Ritschen und der Lucretia von Hatzfeld. Der Ehe entsprossen vier Söhne und drei Töchter. Er starb zwischen 1630 und 1632. Bereits 1619 hatte er Tranitz an Hieronymus von Köckritz verkauft. 
1621 saß Hieronymus von Köckritz auf dem Rittersitz in Tranitz. Er war in diesem Jahr einer der Gläubiger von Richard und Joachim von der Schulenburg auf Lieberose. Er war mit Margaretha von Zabeltitz verheiratet, mit der er zwei Kinder hatte. Er besaß außerdem Koschendorf. 1622 war Joachim von Köckritz auf Groß Jauer und Kunersdorf ohne Leibeserben gestorben. Erben waren Christoph auf Koschendorf, Hieronymus auf Koschendorf und Tranitz sowie Siegmund auf Raakow. Die zwei den drei Erben zugefallenen Dörfern wurden unter ihnen verlost. Das Los fiel auf Christoph von Köckritz auf Koschendorf, der am 24. Dezember 1638 mit den beiden Dörfern belehnt wurde, die anderen Erben wurden abgefunden. Christoph starb zwischen 1638 und 1640 ohne Erben. Sein Besitz fiel nun an Hieronymus von Köckritz, Hieronymus von Köckritz war Oberstleutnant und Landesältester des Cottbusischen Kreises. 1627 war er auch Verweser des Amtes Cottbus, nachdem Amtshauptmann Gebhard von Alvensleben plötzlich verstorben war. 1630 hat er von Caspar von Zabeltitz das Gut Chransdorf gekauft. Im Dreißigjährigen Krieg gab es Belagerungen, Plünderungen und Elend. Der Ortsherr Hieronymus von Köckritz konnte angeblich durch geschicktes Taktieren noch größeres Übel vermeiden. Aber auch er musste von September 1633 bis Pfingsten 1634 erlittene Kriegsschäden in Höhe von 3.215 Taler anmelden. Die Bewohner von Tranitz meldeten 914 Taler 10 Groschen Schäden. 1641 ist dann auch Hieronymus von Köckritz verstorben. Aus diesem Jahr datiert ein Vergleich zwischen Margarethe von Köckritz geb. von Zabeltitz und ihren Kindern, Hieronymus und Anna Margarethe von Köckritz als Erben des Hieronymus von Köckritz wegen der Güter Tranitz und Koschendorf sowie der auf Jauer stehenden 2000 Taler Leibgedinge.
Tranitz kam nun an Hieronymus d. Jü. von Köckritz. Zur Neubelehnung anlässlich des Regierungsantritts von Kurfürst Friedrich Wilhelm 1644 musste sich Hieronymus von Köckritz allerdings entschuldigen, da er mit dem Pferd gestürzt war und sich dabei verletzt hatte. Dem Boten wurde daraufhin ein Recipisse (Bestätigungsschein) ausgehändigt. Um seine Güter wieder aufzubauen verkaufte Hieronymus das Dorf Löschen 1647 an Christoph Loth von Bomsdorf auf Klein Gaglow. Die Güter Tranitz und Götsch trat Hieronymus von Köckritz an seine Schwester Anna Margerethe ab, die mit Hans (Chistoph) von Pfuel verheiratet war. 1652 Hans Christoph von Pfuel 1656 trat Hans Christoph von Pfuel in die Kottbuser Schützengilde ein. 1672 musste Hans Christoph Pfuel Tranitz den Gläubigern überlassen. 
Sie veräußerten Tranitz auf 30 Jahre wiederkäuflich an Baltzer von Theiz und Güldenstern. Er verkaufte dafür 1672 das Gut Mittel-Königshain nordwestlich von Görlitz an Frau Anna von Plöbsin geb. Jungin für 3.000 Taler. Später werden seine Söhne der Leutnant Christian Friedrich und der Römisch-Kaiserliche Hofrat Balthasar d. Jü. auf Tranitz, Grötsch und Klein Lieskow genannt. 1683 trat Baltzer von Theiz und Güldenstern (Vater oder schon der gleichnamige Sohn?) an Hans Rudolf von Bischofshausen ab, der sie noch im selben Jahr an Heinrich von Boblitz weiter gab. 1685 trat Herr von Boblitz auf Tranitz in die Kottbuser Schützengilde ein.
1689 kam Hans Christoph von Pfuel wohl aufgrund der Wiederkaufsklausel wieder in den Besitz von Tranitz, Grötsch und Klein Lieskow. Doch er musste die Güter 1685 den Gläubigern überlassen, die die Güter an den Generalleutnant der Infanterie Anton von Pannewitz (1659–1731) verkauften. Er war der Sohn des Kapitänleutnants und Landesdirektor des Cottbusischen Kreises Christoph von Pannwitz, Erbherr auf Kahren, Koppatz, Roggosen, Sergen, Anteil Haasow, und der Hedwig Sofie von Wulffen aus dem Hause Tempelberg. Anton von Pannewitz war mit Dorothea Lewine von Schlabrendorf verheiratet. Die Ehe blieb kinderlos und so erbten die Söhne seines Neffen Friedrich Wilhelm von Pannwitz, der mit Helene Juliane von Arnim verheiratet war, mit Namen Anton Dietrich Wilhelm und Georg Christian von Pannwitz. In der Teilung fielen die Güter des Generals an Anton Dietrich Wilhelm, der nun Erbherr auf Tranitz, Sergen, Kathlow, Gablenz, Roggosen, Anteil Haasow, Grötsch und Klein Lieskow war. Anton Dietrich Wilhelm von Pannwitz war seit 1749 mit Charlotte Marie von Kleist, Tochter der Oberst Andreas Joachim von Kleist und der Marie Elisabeth von Hake verheiratet. Die Ehe blieb kinderlos. Er starb 1783, sie 1805. Die von Gulde publizierte Vasallentabelle von 1784 nennt als Besitzer von Gablenz, Grötsch, Haasow, Klein Lieskow, Kathlow, Roggosen, Sergen und Tranitz die Geschwister von Pannwitz. Den Besitz erbte nun Gottfried Carl August von Schöning, der Sohn der Schwester von Anton Dietrich Wilhelm, Anna Helene von Pannwitz, die mit Hans Christoph von Schöning verheiratet war. Mit seinem Testament vom 26. November 1802 gründete Gottfried Carl August von Schöning die nach ihm benannte Schöningsche Stiftung. Sie wurde nach seinem Tod um 7. Juli 1807 in die Tat umgesetzt. Diese Stiftung hatte den Zweck, adligen Grundbesitzern in der Neumark, besonders aber im Kreis Cottbus zu helfen, die ohne ihr Verschulden in Vermögensverfall gekommen waren, und bei denen die Aussicht bestand, dass sie mit einem Kredit der Stiftung finanziell wieder auf die Beine kommen würden.
1815 wurde das Rittergut Tranitz auf sechs Jahre verpachtet. 1820 war Friedrich Schmidt Amtmann auf Tranitz. Bis 1823 wurde Tranitz für jährlich 2.000 Taler verpachtet. In dieser Pacht war der Forst mit eingeschlossen.
1826 sollte das Gut Tranitz erneut diesmal auf 12 Jahre verpachtet werden. Es wird in einem Extrablatt zum Amtsblatt wie folgt beschrieben: Gut mit Ziegelei und zwei Teichen, 9 Morgen 156 Quadratruten Gärten, 399 M 161 QR Acker, 150 M 63 QR Wiesen, 333 M 142 QR private Hütungen, 126 M 19 QR Teiche und 35 M 60 QR unnutzbare Ländereien. Die Minimumpacht wurde mit 861 Taler, 15 Groschen und 4 Pfennige, davon 287 Taler 15 Groschen Gold. Der große Schöningsche Stiftungsforst wurde nun getrennt vom (landwirtschaftlichen) Gut Tranitz verwaltet; die Pachtsumme war entsprechend niedriger angesetzt. 1838 wurde das Gut Tranitz erneut für 12 Jahre verpachtet.
1879 verzeichnet das  General-Adressbuch der Ritterguts- und Gutsbesitzer im Deutschen Reiche den Oberamtmann Friedrich Schmohl als Pächter. Friedrich Schmohl ist auch 1885 noch Verwalter des Gutes in Tranitz.
1896 wurde das Rittergut Tranitz durch einen Amtmann Lenz verwaltet, der auch 1903 noch in Tranitz amtierte.
Für 1907 verzeichnet Niekammer´s Güter-Adressbuch der Provinz Brandenburg einen Domänenpächter Wilhelm Marggraf, ebenso 1914 und 1923. Im Jahr 1929 hatte dann Kurt Junghanns aus Weißagk übernommen. Die Größe des Gutes betrug 705 ha, davon 115 ha Acker, 63 ha Wiese, 6 ha Wieden, 466 ha Forst und 55 ha Unland, Hofräume, Wege und Wasser. Der Grundsteuer-Reinertrag wurde mit 3012 Mark veranschlagt. 1914 nennt das Güter-Adressbuch auch eine zugehörige Ziegelei, eine Wassermühle und Karpfenteiche. Die Forsten wurden aber durch die Königliche Regierung in Frankfurt a. d. O. verwaltet.

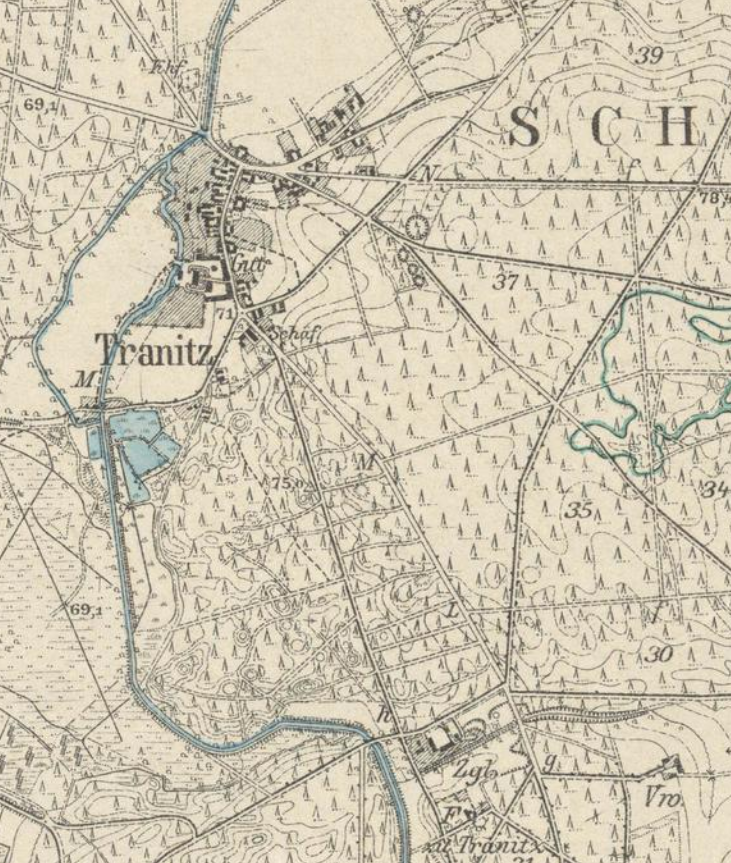
Tranitz auf dem Messtischblatt von 1921. F = Försterei (am unteren Bildrand), Khf. = Kirchhof an der Straße nach Groß Lieskow, M. = Wassermühle (bei den Teichen am Tranitzer Fließ), Schäf. = Schäferei (am Südende des Ortskerns), Vw. = Vorwerk (links unten)Zgl. = Ziegelei

| Einwohnerentwicklung in Tranitz von 1787 bis 1981 | Einwohnerentwicklung in Tranitz von 1787 bis 1981 | Einwohnerentwicklung in Tranitz von 1787 bis 1981 | Einwohnerentwicklung in Tranitz von 1787 bis 1981 | Einwohnerentwicklung in Tranitz von 1787 bis 1981 | Einwohnerentwicklung in Tranitz von 1787 bis 1981 | Einwohnerentwicklung in Tranitz von 1787 bis 1981 | Einwohnerentwicklung in Tranitz von 1787 bis 1981 | Einwohnerentwicklung in Tranitz von 1787 bis 1981 | Einwohnerentwicklung in Tranitz von 1787 bis 1981 | Einwohnerentwicklung in Tranitz von 1787 bis 1981 | Einwohnerentwicklung in Tranitz von 1787 bis 1981 | Einwohnerentwicklung in Tranitz von 1787 bis 1981 | Einwohnerentwicklung in Tranitz von 1787 bis 1981 | Einwohnerentwicklung in Tranitz von 1787 bis 1981 | Einwohnerentwicklung in Tranitz von 1787 bis 1981 | Einwohnerentwicklung in Tranitz von 1787 bis 1981 | Einwohnerentwicklung in Tranitz von 1787 bis 1981 |
| ------------------------------------------------- | ------------------------------------------------- | ------------------------------------------------- | ------------------------------------------------- | ------------------------------------------------- | ------------------------------------------------- | ------------------------------------------------- | ------------------------------------------------- | ------------------------------------------------- | ------------------------------------------------- | ------------------------------------------------- | ------------------------------------------------- | ------------------------------------------------- | ------------------------------------------------- | ------------------------------------------------- | ------------------------------------------------- | ------------------------------------------------- | ------------------------------------------------- |
| Jahr                                              | 1787                                              | 1805                                              | 1818                                              | 1840                                              | 1864                                              | 1875                                              | 1890                                              | 1900                                              | 1910                                              | 1925                                              | 1939                                              | 1946                                              | 1950                                              | 1964                                              | 1971                                              | 1981                                              |                                                   |
| Einwohner                                         | 147                                               | 156                                               | 172                                               | 241                                               | 257                                               | 256                                               | 268                                               | 235                                               | 249                                               | 227                                               | 244                                               | 271                                               | 301                                               | 254                                               | 241                                               | 171                                               |                                                   |

### Dorfgeschichte
Im Jahr 1635 gab es auf der Feldmark des Dorfes fünf Ritterhufen und neun Bauernhufen, außerdem gab es drei Gärtnerstellen. Außerdem waren ein Schmied, ein Schäfer und ein Müller im Dorf wohnhaft. 1652 waren fast alle Bauerngüter bis auf ein Bauerngut wüst. Elf Büdner wohnten im Dorf. Auf drei Bauerngütern zu je einer Hufe saßen drei Büdner, zwei Büdner hatten vom Junker etwas Acker erhalten. Außerdem wohnte es einen Schmied im Ort. 1718/19 umfasste das Rittergut fünf Ritterhufen und acht angekaufte Bauernhufen. Der letzte verbliebene Bauer bewirtschaftete eine Hufe. Zur Wassermühle gehörte eine Drittelhufe Landes. Auf den wüsten Bauerngütern, deren Acker überwiegend dem Rittergut einverleibt worden war, wurden fünf Gärtner und vier Büdner angesetzt. In der Zeit von 1764 bis 1785 wurden sieben Kolonistenfamilien in Tranitz angesiedelt. 
Nach Christian Gulde hatte Tranitz 1787 21 Feuerstellen (Wohngebäude) und 147 Einwohner.
Bratring beschreibt Tranitz (für 1805) als Dorf mit einem Gut und einem Vorwerk. Im Dorf wohnte ein Ganzbauer, elf Kossäten, ein Büdner, ein Einlieger und ein Schmied. Auf der Feldmark lagen bzw. zum Rittergut gehörten außerdem ein Ziegelofen und eine Wassermühle. Für die Bewirtschaftung und Überwachung der großen Forste (600 Morgen Holz) waren zwei Förster zuständig. Bratring gibt an, dass damals die Feldmark 10½ Hufen umfasste. In den 25 Feuerstellen (Wohngebäuden) lebten 156 Menschen. 1815 wurde die bisherige Pachtschmiede in Tranitz verkauft.
1818 zählte man im Dorf selber 21 Feuerstellen (Wohngebäude) und 157 Einwohner, Das Tranitzer Heidevorwerk hatte eine Feuerstelle und fünf Einwohner. Zur Tranitzer Wassermühle gehörte eine Feuerstelle, in der vier Bewohner lebten. Zur Tranitzer Schäferei zählte eine Feuerstelle und sechs Einwohner, insgesamt also 24 Feuerstellen und 172 Bewohner. Der Krug in Tranitz ist seit 1830 belegt.
1840 zählte das Dorf mit einem Vorwerk zur Schöningschen Stiftung 37 Wohngebäude bei 241 Einwohnern. Das Topographisch-statistische Handbuch des Regierungs-Bezirks Frankfurt a. O. von 1867, das den Stand von 1864 wieder gibt bezeichnet Tranitz als Dorf mit einer Försterei, einem Vorwerk, einer Wassermühle, einer Schäferei, einem Chausseehaus, und zehn ausgebauten Gehöften. Insgesamt standen 42 Wohngebäude im Ort in denen 257 Einwohner lebten.
Im Jahr 1880 lebten nach Dr. Ernst Mucke (Arnošt Muka) noch 230 sorbischsprachige Personen im Dorf. Im Jahr 1956 waren es nach Dr. Ernst Tschernik immerhin noch 136 sorbisch sprechende Einwohner. Seit 1956 gab es eine Ortsgruppe der Domowina, die mit den Einwohnern sorbisches Brauchtum pflegte.
1900 hatte der Gemeindebezirk eine Größe von 259 ha, der Gutsbezirk von 705 ha. 1938 wurde die Freiwillige Feuerwehr in Tranitz gegründet. 
In den letzten Kriegstagen im April 1945 wurden die Mühle und die Gehöfte u. a. von Bogh, Kockott, Liebow und Piater beschädigt.
In der Bodenreform 1946 wurde das Stiftungsgut enteignet. Ab 1956 entstand die LPG Typ II „Aufbau“ Tranitz; bis zum 24. März 1960 war die Vollkollektivierung erreicht. Im weiteren Verlauf entstand die Kooperative Abteilung Pflanzenproduktion „Glück Auf“ Tranitz. 1982 wurde die LPG aufgelöst.

### Kommunalpolitische Zugehörigkeit
Der Ort Tranitz gehörte zur niederlausitzischen Herrschaft Cottbus, die 1445 (Hälfte des Reinhard von Cottbus) und 1455 (Hälfte des Luther von Cottbus) an das Kurfürstentum Brandenburg fiel. 1494 wurden die Herrschaften Cottbus und Peitz der Neumark angegliedert. In der Zeit der Teilung der Mark Brandenburg (1535–1571) unter Joachim II. und Johann von Küstrin, gehörten die Herrschaften Cottbus und Peitz zum Teilfürstentum Brandenburg-Küstrin. Aus den beiden Herrschaften bildete sich in der früheren Neuzeit der Cottbusische Kreis heraus. 1806/7 musste Preußen die Herrschaften Cottbus und Peitz bzw. den Cottbusischen Kreis an das Königreich Sachsen abgetreten. 1813/4 kamen sie wieder zu Preußen, 1815 auch die übrige Niederlausitz, die nun Sachsen an Preußen abtreten musste. In der Kreisreform von 1816/7 wurde der neue Cottbuser Kreis, später Landkreis Cottbus gebildet, dem die früheren niederlausitzischen Enklaven einverleibt wurden. Dafür gingen einige bisherige Exklaven des Cottbusischen Kreises an benachbarte Kreise verloren. Tranitz verblieb im Kreis Cottbus. 1928 wurden Gemeinde- und Gutsbezirk zur Gemeinde Tranitz vereinigt. Nicht mit eingeschlossen war der Schöningsche Stiftungsforst. In der Kreis- und Bezirksreform von 1952 in der damaligen DDR verblieb Tranitz im Kreis Cottbus. Tranitz wurde 1983/84 devastiert, die Gemarkung wurde zum 31. Dezember 1983 mit Dissenchen vereinigt. Der Kreis Cottbus-Land ging bei der Kreisreform 1993 in Brandenburg im Landkreis Spree-Neiße auf. Dissenchen wurde zum 6. Dezember 1993 in die kreisfreie Stadt Cottbus eingemeindet und ist seither ein Ortsteil von Cottbus. Der Ortsbeirat besteht aus drei Mitgliedern.

### Kirchliche Zugehörigkeit
Tranitz war 1809 nach Groß Lieskow eingepfarrt. Um 1900 werden die wendischen Gottesdienste im Kirchspiel Groß Lieskow eingestellt. Auch dadurch beschleunigte sich der Übergang zur deutschen Einsprachigkeit.

## Bemerkenswerte Gebäude
Das Gutshaus war ein eingeschossiger Putzbau mit rustizierten Ecken von 1704. Fünf Räume des 1984 abgerissenen Gutshauses hatten Decken mit aufwändigen Stuckrahmen. Über der Eingangstür befand sich die Inschrift: „Anton von Pannwitz. Dorothe Lewine v. Schlabrendorf. Seiner Königl. Mayestet von Preußen Bestalter General Wachtmeister u. Gouverneur der Veste Ao. 1704.“ Lage und Dicke der Innenwände, die nicht zur Fenstereinteilung passen, lassen darauf schließen, dass ein älteres Gebäudes umgebaut worden war. Mindestens drei Bauphasen können erschlossen werden. Die mutmaßlich älteste Phase zeichnet sich durch Rin Feldsteinfundament könnte von einem annähernd quadratischen, 6,1 Meter messenden mittelalterlichen Wohnturm mit einer Mauerstärke von etwa einem Meter stammen. Im verfüllten ehemaligen Wassergraben wurde mittelalterliche Keramik gefunden.

## Erinnerungsort für das verschwundene Tranitz

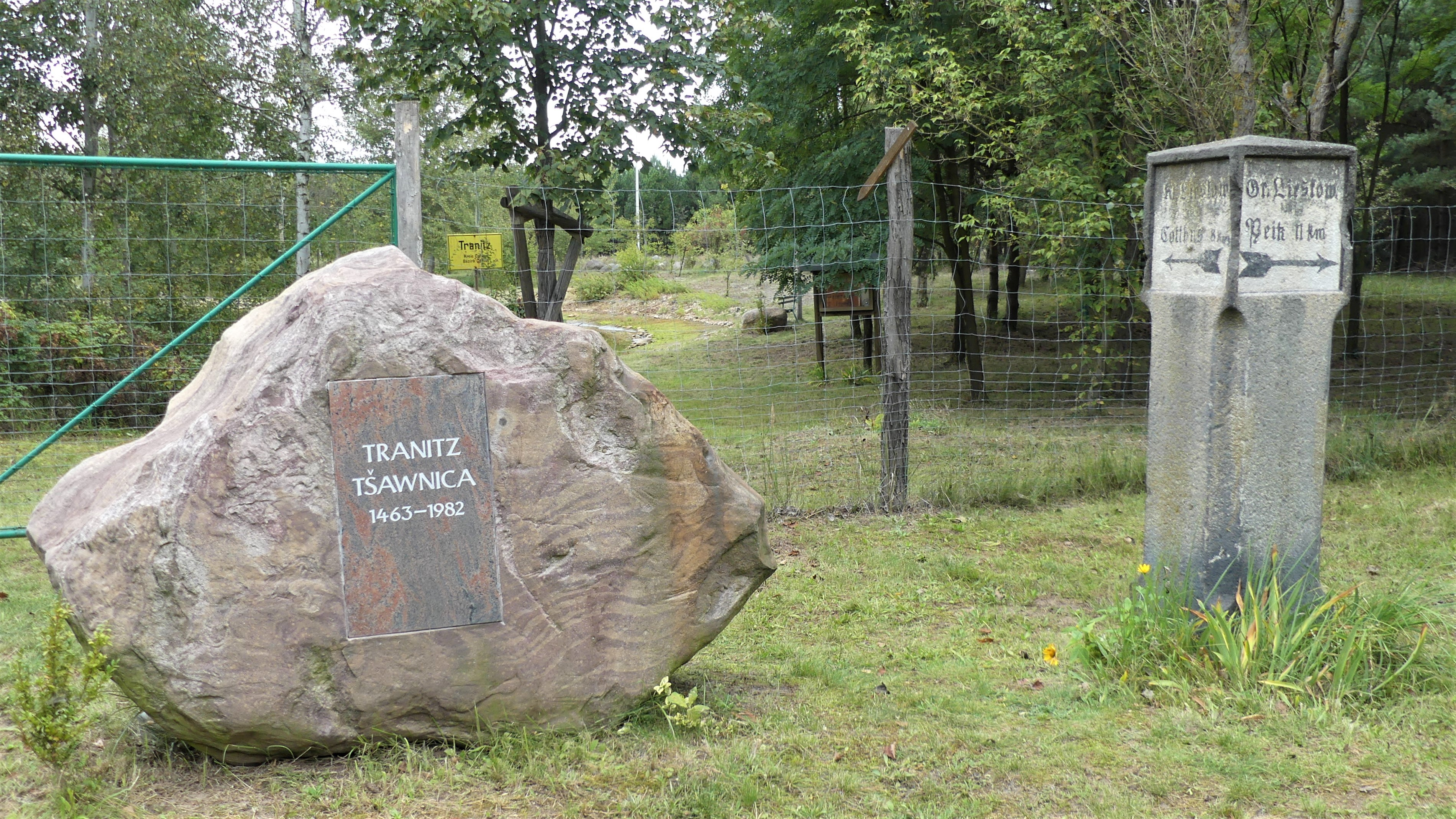
Gedenkstein für Tranitz

Nach der Auskohlung des Tagebaues Cottbus-Nord wurden durch die Lausitzer und Mitteldeutsche Bergbau-Verwaltungsgesellschaft Renaturierungsmaßnahmen eingeleitet. Im September 2001 wurde durch das Energieunternehmen Vattenfall am genauen früheren Standort des Dorfes ein Biotop geschaffen und ein Gedenkstein aufgestellt. Zur Einweihung waren ehemalige Einwohner von Tranitz eingeladen. 
Der 13. Gedenktag der Domowina für abgebaggerte sorbische/wendische Dörfer fand am 12. Juni 2010 am Standort der früheren Gemeinde Tranitz statt. Neben dem schon vorhandenen Biotop und dem Gedenkstein wurde eine zweisprachige Informationstafel und eine Sitzgelegenheit aufgestellt.

## Belege